# Marathoúnta
Marathoúnta är en ort i Cypern.   Den ligger i distriktet Eparchía Páfou, i den västra delen av landet, 90 km sydväst om huvudstaden Nicosia. Marathoúnta ligger 322 meter över havet och antalet invånare är 316. Den ligger på ön Cypern.
Terrängen runt Marathoúnta är huvudsakligen kuperad, men söderut är den platt. Trakten runt Marathoúnta är ganska glesbefolkad, med 25 invånare per kvadratkilometer. Närmaste större samhälle är Pafos, 5,9 km väster om Marathoúnta. Trakten runt Marathoúnta består till största delen av jordbruksmark.